# 日比忠俊
日比 忠俊（ひび ただとし）は、日本の物理学者。日本の電子顕微鏡開発の第一人者。東北大学名誉教授。

## 経歴
- 1933年 - 東北大学理学部卒。
- 1951年 - 電子顕微鏡の試料作製において金やウランを使わない蒸着、影つけ法開発[1]。
- 1956年 - 日本顕微鏡学会第一回学会賞（瀬藤賞）受賞（「シャドウイング法に関する研究」）。
- 1958年 - 日本顕微鏡学会会長職[2]。
- 1973年3月 - 東北大学科学計測研究所退官。
- 1974年 - 紫綬褒章受章。
- 1980年 - 応用物理学会功労会員。

## 人柄
晩年に師事した飯島澄男によれば、日比の口癖は「人のやっていることは真似するな」というものであったという。